# Konstantin Sergejevič Semjonov
Konstantin Sergejevič Semjonov (* 9. června 1989, Tokmak) je ruský volejbalista a reprezentant v plážovém volejbalu, hráč surgutského Gazprom-Jugra, držitel čestného titulu Zasloužilý mistr sportu.

## Život
Narodil se 9. června v Tokmaku do sportovně založené rodiny. Jeho otec byl profesionálním volejbalovým hráčem, matka basketbalistka. Ještě jako dítě se s rodiči přestěhoval do Smolensku, kde se od svých sedmi let pod vedením Olega Vladimiroviče Anufrijeva ve vzdělávacím institutu začal věnovat volejbalu.

### Kariéra ve volejbale
V roce 2003 byl spolu s dalším Anufrijevovým odchovancem Dmitrijem Kovyrjajevem pozván hostovat do klubu v Jaroslavli, po roce přešel do Bělgorodu a sezónu 2004/05 odstartoval v dresu Bělgorodu v Ruské Premier lize.
V roce 2007 hrál za národní ruský juniorský tým, který pod vedením  Andreje Voronkova na ME ve Vídni vybojoval 4. místo. V roce 2008 přešel z postu blokaře na post smečaře a za tým, který v té době vedl Vladimir Kondre vybojoval na ME mládeže v Brně bronzovou medaili. V srpnu 2009 se účastnil MS mládeže v Puné (5. místo) a brzy poté debutoval v plážovém volejbale.
Po olympiádě v Riu 2016 se vratil ke klasickému volejbalu a uzavřel jednoletou smlouvu se surgutským klubem Gazprom-Jugra.

### Kariéra v plážovém volejbale
Na písek si ho přizval Dmitrij Barsuk, kterému se zranil dlouholetý spoluhráč Igor Kolodinskij. Hned ze začátku jim spolupráce přinesla ovoce. V září 2009 spolu vyhráli bronzovou medaili na Ruském Open Cupu a měsíc na to, když skončili první etapu FIVB Beach Volleyball World Tour v čínském San-ja, obsadili 17. místo. V zimě 2010 se připravoval na novou sezónu plážového volejbalu. V únoru s Barsukem získali stříbro na prvním mezinárodním turnaji zastřešeném stejnojmennou organizací Ruská zima, který proběhl v prostorách sportovně-vzdělávacího a zdravotního střediska Volej Grad.
Ve většině turnajů roku 2010 hrál s bronzovým medailistou z MS mládeže Alexejem Pastuchovem. Jejich nejlepší výsledky jsou: 9. místo na World Tour Paf Open z Alandských ostrovů, 5. místo na ME U23 v Řecku a 3. místo na Mistrovství Ruska v plážovém volejbalu. V červnu 2011 vznikla dvojice Konstantin Semjonov / Jaroslav Koškarjov, která se umístila 9. na MS v Římě a 14. (nejlepší umístění ze všech ruských párů) v konečném pořadí World Tour. Jednou za sezónu stáli Semjonov a Koškarjov na stupních vítězů, a to když v září vyhráli bronz na Open turnaji v Haagu. V témže roce Semjonov ve dvojici s Lotyšem Alexandrem Samojlovem poprvé v kariéře vyhrál titul mistra Ruské Federace.
Těsně před začátkem Olympijských her 2012 začalo Koškarjova trápit zranění, kvůli kterému nemohl odjet do Londýna a na 6 měsíců jej vyřadilo ze hry. V současné době spolupracuje Konstantin Semjonov se Sergejem Prokopjevem, s nímž už párkrát hrál i na začátku roku 2011. 1. července se na Mistrovství světa v Moskvě se kvalifikovali na Olympiádu a právě oni, na základě rozhodnutí hlavního trenéra ruského národního týmu Vjačeslava Nirky, odjeli reprezentovat Rusko na Olympiádu do Londýna.
Hned na úvod olympijského turnaje v Londýně utržila ruská dvojice porážku s úřadujícími mistry Evropy a budoucími šampiony her v Londýně Juliem Brinkem a Jonasem Reckermannem z Německa. Za dva dny také po urputném boji prohráli se Švýcary Sébastienem Chevallierem a Saschou Heyerem. Tento zápas byl na Olympiádě v kategorii mužů nejdelší ze všech (69 minut), z výsledku se však Rusové nakonec radovat nemohli. Když spolu dvojice Semjonov / Prokopjev hrála naposledy, porazila čínské duo Wu Penggen / Xu Linyin, výhra jim zajistila postup do play-off. Podle doplňujících informací postoupil ruský pár ze skupiny přímo do osmifinále, kde na něj pod číslem 4 čekala americká dvojice Jake Gibb / Sean Rosenthal. Amerika si připsala vítězné skóre - 21:14, 22:20.
Znovu si Semjonov s Koškarjovem zahrál v únoru 2013 na Ruské zimě. V průběhu sezóny vyhráli dva turnaje CEV European Tour (Antalya, Bádensko), historicky první turnaj Anapa open v rámci World Tour a jako třetí se umístili na Univerziádě v Kazani. V srpnu postoupili do play-off ME v Klagenfurtu, museli však kvůli zranění Koškarjova odstoupit. Do další etapy World Tour v Berlíně, kat. Grand Slam, Semjonov vstoupil s Vjačeslavem Krasilnikovem. Nová ruská dvojice, která před začátkem turnaje stihla jen pár společných tréninků, dokázala porazit řadu silnějších párů, včetně úřadujících mistrů světa i Evropy a vyhrála stříbro.
1. června 2014 Semjonov s Krasilnikovem ve finále Anapa Open podlehli lotyšskému týmu Martins Plavins / Aleksandrs Solovejs, nicméně za necelých 14 dní jim porážku oplatili na moskevském Grand Slamu v centru plážových sportů ve Vodním stadionu Dynama. Ve vyřazovacích soubojích Rusové soupeřům nedarovali ani set, včetně loňských bronzových mistrů světa - Jonathan Erdmann a Kay Matysik i vítězů World Tour 2013 Aleksandrs Samoilovs a Janis Smedins. V semifinále, které bylo kvůli silnému dešti na 40 minut přerušeno, získali převahu nad italskými mistry Evropy (Paolo Nicolai a Daniele Lupo) a ve finále nedali šanci ani Polákům (Grzegorz Fijalek, Mariusz Prudel). V rozhodujících zápasech byl Konstantin Semjonov kvůli zranění ruky na sedativech. Výhra v kategorii mužů Grand Slamového turnaje byla pro Rusko od roku 2008 teprve druhým úspěchem takového rázu, kdy poprvé v Klagenfurtu zvítězili Dmitrij Barsuk a Igor Kolodinskij.
Rok 2015 ruskému týmu medaile na mezinárodní úrovni nepřinesl. Nejlepšími výsledky dvojice Semjonov / Krasilnikov byla 4. místa na World Tour v Jokohamě a Soči, a na Mistrovství světa v Holandsku podlehlo ruské duo domácímu týmu (Reinder Nummerdor, Christiaan Varenhorst) už v osmifinále.
V rozmezí květen - červen 2016 si Semjonov a Krasilnikov na konto připsali stříbro z Open turnaje v Soči, stříbro z ME v Bielu a bronz z Grand Slamu v Hamburku. Ve světovém olympijském žebříčku se ruský tým umístil jako 7. a vybojoval si tím možnost hrát na Olympijských hrách v Riu.
V Riu - 2016 dosáhl dosavadního nejlepšího výsledku v historii ruského plážového volejbalu na Olympijských hrách, když skončil jen krůček od bronzové medaile. Semjonov se svým kolegou postoupili ze skupiny bez prohry, načež již v play-off suverénně vyřadili soupeře z Kataru (Jefferson Pereira, Cherif Younousse). V nejtěžším zápase odolali náporu Kubánců (Nivaldo Díaz, Sergio Gonzalez). V semifinále narazili na Italy (Daniele Lupo, Paolo Nicolai), rozhodlo se až ve třetím setu s konečným skóre 13:15, ve kterém rozhodčí dvakrát chybně rozhodl. V boji o třetí místo podlehli mistrům světa z roku 2013 (Alexander Brouwer, Robert Meeuwsen) 21:23 a 20:22.

## Úspěchy

### Ve volejbale
- Bronzová medaile ME juniorů:2008

### V plážovém volejbale

#### Všeobecné
- Medailové pozice v rámci World Tour:
  - 1. místo (Anapa - 2013; Moskva - 2014 GS).
  - 2. místo (Berlín - 2013 GS; Anapa - 2014; Soči - 2016).
  - 3. místo (Haag - 2011; Hamburk - 2016 GS).
- Medailové pozice na turnajích CEV:
  - 1. místo (Baden Masters - 2013; BeachVolleyball Satellite Anapa - 2013).
  - 2. místo (Ruská zima; BeachVolleyball Satellite Anapa - 2013, 2014)
- Na olympijských hrách: 2012 - 9. místo, 2016 - 4. místo.
- Na mistrovstvích světa: 2011, 2013, 2015 - 9. místo.
- Na mistrovstvích Evropy: 2011, 2012, 2013 - 17. místo, 2014, 2015 - 9. místo, 2016 - 2. místo.
- Bronz - Univerziáda 2013.
- Mistr Ruska (2011, 2014), bronzový mistr Ruska (2010, 2012).

#### Podle partnerů
S Alexejem Pastuchovem
- Bronz Mistrovství Ruska: 2010.

Se Sergejem Prokopjevem
- Bronz Mistrovství Ruska: 2012.
- 9. místo na Olympijských hrách: 2012.

S Jaroslavem Koškarjovem
- Bronz Univerziáda: 2013.
- 9. místo na MS: 2011, 2013.
- 17. místo na ME: 2011, 2012, 2013.
- 1. místo v rámci etapy World Tour : Anapa - 2013.
- 3. místo v rámci etapy World Tour : Haag - 2011.
- 1. místo na turnajích CEV: Baden Masters - 2013, BeachVolleyball Satellite Anapa - 2013.

S Vjačeslavem Krasilnikovem
- 4. místo na Olympijských hrách: 2016.
- Stříbro ME: 2016.
- 9. místo na MS: 2015.
- 9. místo na ME: 2014, 2015.
- 1. místo v rámci etapy World Tour : Moskva - 2014 GS.
- 2. místo v rámci etapy World Tour: Berlín - 2013 GS, Anapa - 2014, Soči - 2016.
- 3. místo v rámci etapy World Tour : Hamburk - 2016 GS.
- 2. místo na turnajích CEV: Anapa - 2013 a 2014 (Ruská zima) - (Satellite).

S Alexandrem Samojlovem
- Mistr Ruska: 2011.

S Martinsem Plavinsem
- Mistr Ruska: 2014.